# Símbolos de Atotonilco el Alto
Los Símbolos de Atotonilco el Alto, son el emblema representativo de este municipio del estado mexicano del estado de Jalisco. La imagen de estos símbolos estás representados por el escudo de armas de la ciudad de Atotonilco el alto; otro símbolo de la ciudad es la bandera municipal, colores retomados son el oro, el verde y el azul.

## Escudo

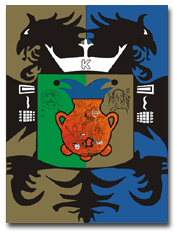
Escudo de armas de Atotonilco el Alto, Jalisco. (México).

Es un campo dividido en dos cuarteles, unos verde y otro de oro que fueron retomados del del santo patrón San Miguel Arcángel, al centro está glifo topónimo de Atotonilco que es un tecuil con agua caliente.
En la parte superior está una corona que representa al mismo monarca y la letra “K” fue representada por los alemanes como Carlos I. 
En la parte posterior está un águila bicéfala representa al emperador Carlos I de España en dos campos de color, azul y oro que representan al estado de Jalisco.

## Bandera
La bandera de Atotonilco el Alto es el emblema que representa a esta ciudad y es utilizado por el Ayuntamiento como símbolo representativo de la ciudad de Los Altos. Lleva un águla bicefala con las alas extendidas que representa Carlos I.
Dicha bandera consta de 2 campos, amarillo y verde respectivamente y en la parte central de la barra amarilla el escudo de armas de Atotonilco el Alto.
El significado de los colores de la bandera son los siguientes:
- Oro: hacer el bien a los pobres.
- Verde: fomentar la agricultura.

### Historia
En el año 2021 se presentó por primera vez la bandera de Atotonilco el Alto en el Festival del Membrillo.
| Evolución de la Bandera de Atotonilco el Alto |                        | |
| Años                                          | Bandera Municipal      | Información relevante                                                                                    |
| 2018-2021                                     | Bandera de Atotonilco. | (4:7) Primera bandera de Atotonilco el Alto. Adoptada por el ayuntamiento municipal.                     |
| 2021                                          | Bandera de Atotonilco. | (4:7) Segunda bandera de Atotonilco el Alto. Adoptada por el ayuntamiento de Atotonilco el Alto en 2021. |